# Luc Aerts (bankier)
Luc Aerts (7 juli 1924 - 15 mei 2006) was een Belgisch bankier.

## Biografie
Luc Aerts begon zijn carrière in januari 1948 bij de studiedienst van de Algemene Spaar- en Lijfrentekas (ASLK). In 1961 werd hij adjunct-kabinetschef van premier Théo Lefèvre (CVP). Enkele jaren later keerde hij terug naar de ASLK, waar hij directeur en vervolgens secretaris-generaal werd. In 1969 werd hij er adjunct-directeur-generaal en in 1974 directeur-generaal, een functie die hij tot 1991 uitoefende. Vanaf 1980 was hij er tevens voorzitter van het directiecomité. Na het tijdelijke voorzitterschap van Paul Henrion volgde Marcel De Doncker hem in 1992 op.
Hij was tevens bestuurder van de Katholieke Universiteit Leuven en lid van het beschermcomité van het wetenschappelijk tijdschrift Bank- en Financiewezen.